# Svazek obcí Srpina - okres Most
Svazek obcí Srpina - okres Most byl dobrovolný svazek obcí v okresu Louny a okresu Most, jeho sídlem byl Most a jeho cílem byla podpora regionálního rozvoje. Sdružoval celkem 9 obcí, byl založen v roce 1999 a zrušen v roce 2012. Pojmenován byl podle říčky Srpiny.

## Obce sdružené v mikroregionu
- Obrnice
- Patokryje
- Lužice
- Želenice
- Braňany
- Skršín
- Korozluky
- Bělušice
- Kozly